# Kristine W
Kristine Elizabeth Weitz (Pasco, 8 giugno 1962) è una cantautrice, produttrice discografica e polistrumentista statunitense.

## Biografia
Considerata una delle artiste di musica dance più popolari di sempre, Kristine W ha accumulato diciassette numero uno nella classifica dance statunitense dedicata ai singoli, risultando la settima artista ad averne ottenute di più. Nella stessa classifica detiene il record di terzo album ad aver generato più numero uno nella classifica. Internazionalmente, ha riscosso maggiore successo negli anni 90 con il brano Feel What You Want che, oltre ad essere entrato nelle classifiche del Belgio e dei Paesi Bassi, ha segnato il suo miglior piazzamento nella Official Singles Chart alla 33ª posizione; da allora la cantante è entrata nella medesima hit parade altre cinque volte, fino al 2001.

## Vita privata
Nel 2001, il giorno della festa della mamma, le è stata diagnosticata la leucemia mieloide acuta: con il 30% di possibilità di sopravvivere, ha trascorso un anno intero in ospedale, dove si è sottoposta con successo ad un trapianto di cellule staminali ematopoietiche.

## Discografia

### Album in studio
- 1991 – Show and Tell
- 1994 – Perfect Beat
- 1996 – Land of the Living
- 2000 – Stronger
- 2003 – Fly Again
- 2008 – The Boss
- 2008 – Hey, Mr. Christmas
- 2009 – The Power of Music
- 2010 – Straight Up with a Twist
- 2011 – Don't Wanna Think
- 2012 – Everything That I Keep Dreaming
- 2016 – Out There
- 2017 – Stars
- 2020 – Episode One: Love and Lies

### Raccolte
- 2003 – Fly Again (Remixes)
- 2009 – The Power of Music (Maxi-Single)
- 2010 – Walk Away - Remixed & Remastered
- 2011 – Little Bit Crazy
- 2010 – Keep Breathing
- 2012 – New & Number Ones (Club Mixes Part 1–2)
- 2013 – So Close to Me, Pt. 1–2
- 2013 – So Close to Me: Global Sessions
- 2014 – So Close to Me: New & Now Part 3 Remixes
- 2014 – Love Come Home (Pt. 1–3)
- 2016 – Out There: Remixed
- 2017 – Stars: A Galaxy of Remixes